# Codex Colberto-Sarravianus

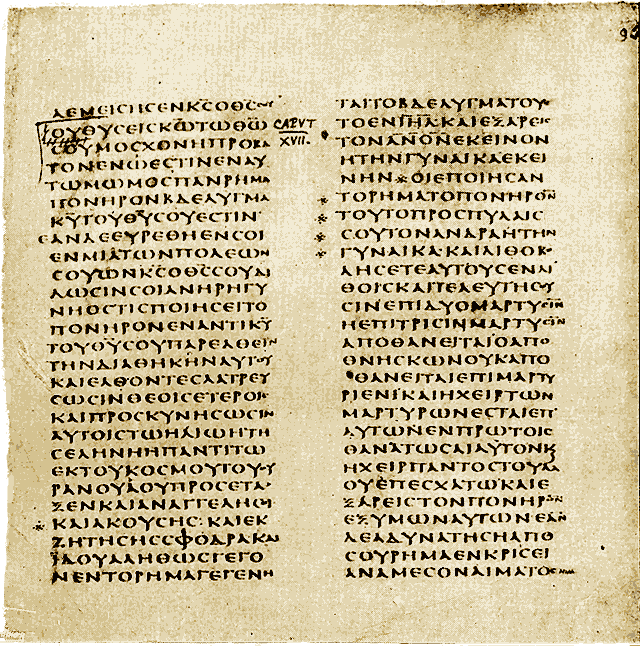
Codex Sarravianus

Der Codex Sarravianus (G nach Rahlfs) ist eine Handschrift aus dem späten 4. oder frühen 5. Jahrhundert in griechischer Sprache. Sie enthält Teile der Bücher Genesis bis Richter des Alten Testaments. Es sind 153 Pergamentblätter erhalten. Diese sind in Unzialen in zwei Spalten zu je 27 Zeilen beschrieben, fortlaufend und ohne Initialen.
Der Text folgt an zwei Stellen der Hexapla-Fassung von Origenes, er enthält Passagen, die in anderen Septuaginta-Übersetzungen nicht enthalten sind und als Ergänzung aus dem hebräischen Originaltext vorgenommen wurden. Es gibt auch die Zeichen Asterisk und Obelus.
Erster überlieferter Besitzer war Henri Memme (gest. 1596). Ein Teil der Handschrift war im Besitz von Claude Sarrave (gest. 1651).
130 Blätter befinden sich heute in der Universitätsbibliothek Leiden. Signatur Cod. Voss. Gr. Q 8, 22 Blätter in der Bibliothèque nationale in Paris, Signatur Gr. 17 und eines in der Russischen Nationalbibliothek in Sankt Petersburg, Signatur Cod. Gr. 5.

## Text
- Konstantin von Tischendorf: Monumenta sacra inedita. Nova collectio III. Leipzig 1860 (Reproduktion der Blätter von Leiden und St. Petersburg).
- H. Omont: V. T. gr. cod. Sarraviani-Colbertini quae supersunt in bibliothecis Leidensi Parisiensi Petropolitana phototypice edita. Leiden 1897 (Photographische Reproduktion aller Blätter).